# Yulduz Hashimi
Yulduz Hashimi (pachto : یلدوز هاشمي), née le 8 juillet 2000 à Maïmana, est une coureuse cycliste afghane. Elle vit en exil depuis le retour au pouvoir des talibans en 2021 et participe aux Jeux olympiques d'été de 2024.

## Carrière sportive
Yulduz Hashimi est née le 8 juillet 2000 à Maïmana dans la province conservatrice de Faryab,. Après un rapide apprentissage du vélo, elle participe à un course cycliste locale en 2017 avec sa sœur cadette Fariba. Les deux sœurs participent à la course avec des vélos empruntés, à l'insu de leur famille et déguisées pour ne pas être reconnues. Elles se classent respectivement première et deuxième. Encouragées par ce succès, elles continuent le cyclisme et participent à de nombreuses petites compétitions. Leur famille finit par le découvrir et, après des réticences, à les soutenir. Mais dans un pays où les femmes pratiquent peu le sport, elles sont harcelées, agressées et menacées. Grâce à leurs succès, elles sont appelées en équipe nationale. 
Après l’arrivée au pouvoir des talibans, l'accès des femmes à la pratique sportive est interdit. Yulduz Hashimi et sa sœur se sentent menacées. La championne du monde 1997 sur route 1997, Alessandra Cappellotto, use de son influence pour leur faire quitter le pays, avec trois autres femmes cyclistes, Nooria Mohammadi, Zahra Rezayee et Arezo Sarwari. À partir d'août 2022, Yulduz et Fariba Hashimi roulent comme stagiaire pour l'équipe italienne Valcar-Travel & Service. En octobre de la même année, l'Union cycliste internationale accueille le championnat afghan de cyclisme sur route féminin à Aigle, en collaboration avec l'association cycliste afghane en exil. Yulduz Hashimi se classe deuxième au sprint. Elle reçoit alors, ainsi que sa sœur, une offre de contrat d'Israël Premier Tech Roland, l'une des équipes mondiales féminines de l'Union cycliste international. 
Pour sa nouvelle équipe, Yulduz Hashimi participe à une course professionnelle en 2023 avec le Tour de Berlin Féminin, aux Championnats d'Asie, aux Jeux asiatiques et aux Championnats du monde, ces derniers également dans le relais mixte avec d'autres coureurs afghans exilés  .
En 2024, Yulduz Hashimi roule pour la WCC Team qui dépend de l'Union cycliste internationale. Au Gran Premio della Liberazione , elle se classe à la dixième place. 
L'UCI l'invite, ainsi que Fariba Hashimi à participer aux Jeux olympiques de 2024. Elle déclare « Je veux représenter les 20 millions de femmes afghanes qui sont privées des droits les plus élémentaires. J’espère être leur voix et montrer au monde les conditions auxquelles sont confrontées les femmes afghanes et comment, malgré ces défis, elles peuvent accomplir de grandes choses. »

## Palmarès
- 2022
  - 2e du championnat d'Afghanistan sur route
- 2025
  - 2e du championnat d'Afghanistan sur route
  - 2e du championnat d'Afghanistan du contre-la-montre

## Classements mondiaux
| Année                                 | 2023  | 2024 |
| ------------------------------------- | ----- | ---- |
| Classement UCI                        | 1083e | 823e |
|                                       |       |      |
| Légende : nc = non classéSource : UCI |       |      |